# Fenrir

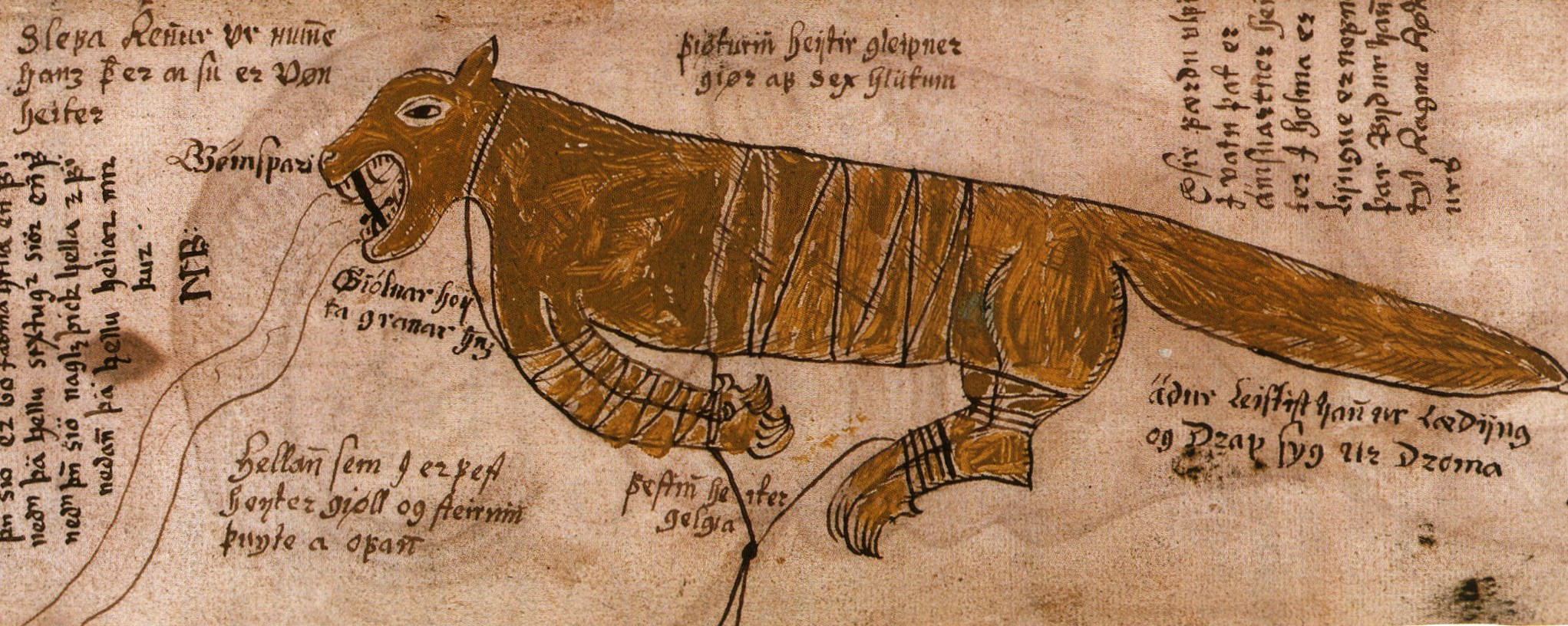
Ilustración de Fenrir en un manuscrito islandés del.

En la mitología nórdica, Fenrir (también conocido como Fenris, Fenrisúlfr, Hróðvitnir o Vánagandr) es un gigantesco lobo monstruoso. Fenrir aparece en la Edda poética compilada en el siglo XIII desde antiguas fuentes tradicionales y en la Edda prosaica y la Heimskringla, escritas en el siglo XIII por Snorri Sturluson. Tanto en la Edda prosaica como en la Edda poética, Fenrir es el padre de los lobos Sköll y Hati. Es hijo de Loki y se predice que matará al dios Odín durante los eventos del Ragnarök para posteriormente ser asesinado por el hijo de Odín, Víðarr.
En la Edda Prosaica, se da información adicional acerca de Fenrir, incluyendo: que debido a que los dioses conocían las profecías que mencionaban el gran aprieto que les causaría debido a su rápido crecimiento, decidieron aprisionarlo, lo que resultó en que Fenrir mordiese y arrancara la mano derecha a Tyr al ponerle las cadenas. Representaciones de Fenrir han sido identificadas en distintos objetos, y teorías académicas han propuesto que Fenrir tiene relación con otros canes de la mitología nórdica. Fenrir ha sido inspiración para muchas representaciones artísticas, apariciones en literatura, y videojuegos.

## Edda poética
Fenrir es mencionado en tres estrofas del poema Völuspá, y en dos estrofas en el poema Vafþrúðnismál. En la estrofa 40 del poema Völuspá, una völva (vidente) le informa a Odín que: "Al este, una anciana se sentó en el bosque de Járnvidr, y allí alumbró la camada de Fenrir; de todos ellos surgirá uno, destructor de la luna, en forma de trol.” Adicionalmente en el poema, la völva le menciona a Odín que será devorado por Fenrir en el Ragnarök.
Entonces se cumple 

la segunda pena de Hlín, 

cuando Odín va

a luchar contra el Lobo, 

y el asesino de Beli 

brillante, contra Surtr 

Entonces caerá 

el dulce compañero de Frigga. 

## Leyenda
Fenrir solo era un cachorro, pero conforme se alimentó y empezó a crecer, llegó un punto que fue imposible controlarlo. Los Æsir decidieron retenerlo en Asgard, para mantenerlo vigilado, pero nadie tenía el valor suficiente para cuidar de él. Al ver el enorme tamaño que estaba alcanzando, decidieron atarlo. Dos veces fallaron los dioses en su intento por apresarlo: primero con la cadena Leding y después con la todavía más fuerte Droma, que Fenrir se dejó poner, y de las que se liberó fácilmente. Entonces, los dioses acudieron a los enanos, que fabricaron la cadena Gleipnir, que era sedosa como un lazo pero estaba forjada con seis ingredientes mágicos: una pisada de gato, una barba de mujer, el aliento de un pez, las raíces de una montaña, los nervios de un oso y la saliva de un pájaro. Llevaron la cadena a Fenrir, que al saber que estaba compuesta por ingredientes mágicos, se negó a colocársela. Los Aesir le prometieron que, si no lograba romper la cadena, lo liberarían, porque ya no les parecería una amenaza, pero Fenrir, sospechando, volvió a negarse, pero accedió a ponérsela si alguno de los dioses aceptaba poner una mano en su hocico, como prueba de buena fe. Solamente Tyr, sobrino de Odín, se presentó como voluntario para poner la mano en las fauces del lobo. Entonces, Fenrir permitió que lo ataran, pero al ver que no lograba liberarse, cerró el hocico y se quedó con la mano de Tyr.